# Comunione di san Girolamo (Domenichino)
La Comunione di san Girolamo è un dipinto del Domenichino, realizzato ad olio su tela nel 1614. Fu commissionato nel 1612 per la chiesa di San Girolamo della Carità a Roma e attualmente è conservato presso la Pinacoteca vaticana. La composizione presenta forti somiglianze con un'altra opera, avente lo stesso soggetto, portata a termine da Agostino Carracci. Giovanni Lanfranco, tra i maggiori esponenti del barocco emiliano, in costante competizione con Domenichino, accusò quest'ultimo di plagio proprio a causa delle similarità.

## Storia

### Commissione
La Congregazione della chiesa di San Girolamo della Carità stava attraversando un momento di rinnovazione e difatti la stessa fu oggetto di restauri tra il 1611 e il 1615. Al Domenichino fu richiesto un dipinto per l'altare maggiore della chiesa; fu pagato 240 scudi per la commissione dell'Ultima Comunione. Per l'artista si trattò del primo incarico pubblico per una pala d'altare. Domenichino lavorò all'opera per ben due anni, prima di portarla a termine nel 1614.

### Plagio

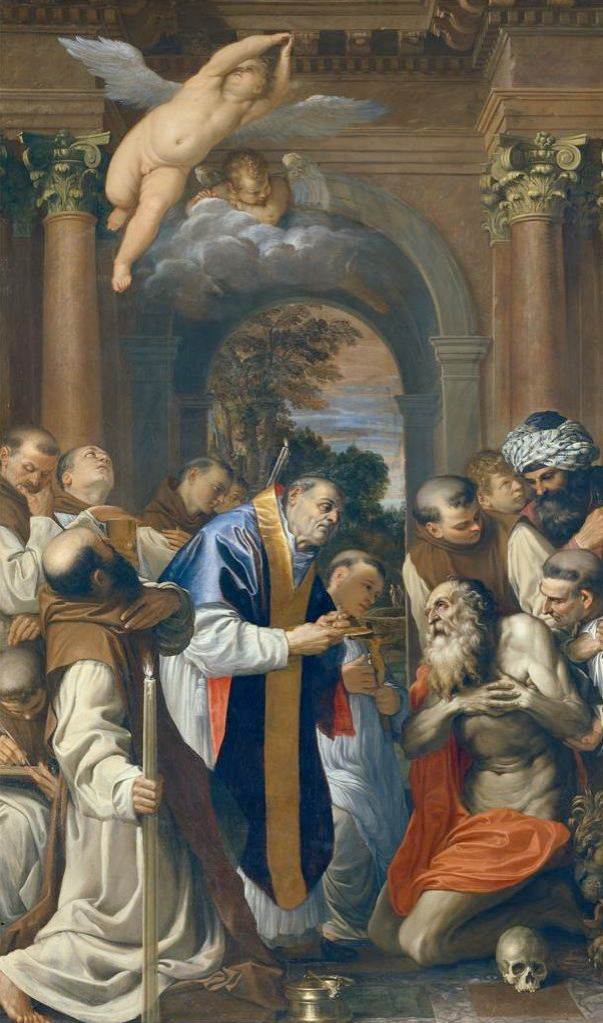
Agostino Carracci, Comunione di san Girolamo, Pinacoteca nazionale, Bologna.

Nel 1620, Giovanni Lanfranco accusò Domenichino di aver rubato l'idea ad Agostino Carracci, replicando sostanzialmente il dipinto raffigurante lo stesso soggetto. In quel momento, sia Zampieri che Lanfranco si trovavano in competizione per una commissione nella Basilica di Sant'Andrea della Valle. Giovanni Pietro Bellori e Nicolas Poussin si schierarono a difesa del Domenichino: peraltro quest'ultimo, insieme allo stesso Lanfranco e a Francesco Albani, era noto proprio per essere uno dei migliori allievi di Annibale Carracci, fratello di Agostino, nell'Accademia degli Incamminati. Durante il periodo carraccesco (Agostino morì nel 1602 e Annibale nel 1609), Domenichino meglio riuscì a farsi conoscere come artista indipendente rispetto ai suoi compagni Lanfranco e Albani.
Agostino Carracci ricevette l'incarico nel 1592 dalla Certosa di San Girolamo di Casara di Bologna di dipingere la Comunione di San Girolamo, concludendolo l'anno seguente. L'Ultima Comunione di San Girolamo era un tema raramente scelto all'epoca e su ciò poté fare maggiormente leva proprio l'accusa di Lanfranco. D'altra parte Giovanni Battista Passeri, nel difendere il suo maestro, affermò che sarebbe stato difficile evitare l'esempio delle figure centrali di Girolamo ricevente la Comunione e del sacerdote, realizzate dal Carracci: quella raffigurazione di San Girolamo era talmente autorevole che Domenichino, nel concepire la scena, non ebbe altra scelta che rifarsi alla versione di Agostino. In aggiunta Passeri sostenne che Zampieri fece il possibile per differenziare la sua tela dalla versione di Carracci: elaborò diversamente le figure secondarie, la composizione e altri dettagli nella sua interpretazione. Domenichino stesso ammise apertamente di essersi lasciato ispirare dal dipinto carraccesco, ma senza alcuna intenzione negativa.

### Vicende successive
Nel 1631 Domenichino decise di lasciare Roma e andare a Napoli, per cause ignote. Potrebbe essere per motivi relativi alla sua salute, per questioni legali oppure per la promessa di commissioni più redditizie. Tuttavia, è noto che l'accusa di plagio non danneggiò il pittore, che anzi vide accresciuta la sua notorietà, anche se talvolta la stessa si concentrò maggiormente sull'episodio e non sul suo talento.

## Descrizione

### Soggetto
Il protagonista assoluto dell'opera è San Girolamo, che è la gracile figura inginocchiata, coperta da un mantello rosso. San Girolamo fu biblista, traduttore e monaco, riconosciuto Dottore della Chiesa e santo. I suoi scritti dottrinali furono in grado di esercitare un'autorevole influenza anche nel corso dei secoli successivi: uno dei suoi contributi maggiori fu la traduzione della Bibbia in latino. Dal 382 al 385, inoltre, fu segretario di Papa Damaso I, a Roma.
La tela di Domenichino era stata preceduta da una precedente di Sandro Botticelli, dove viene rappresentata la medesima scena, tratta da una lettera pseudoepigrafa di Girolamo, destinata a Damaso.

### Somiglianza con la versione di Carracci
Elementi nella versione di Domenichino che mostrano affinità con Carracci sono l'utilizzo dei putti alati in volo, gli alti candelieri e la figura principale di San Girolamo. La sua versione del santo è pressoché identica a quella di Agostino, ad eccezione della collocazione speculare e della posa, che in questo caso mostra le braccia spalancate. Il tessuto rosso avvolto attorno a Girolamo è simile in ambedue i dipinti, ma differente è come si poggia sul corpo. Agostino lascia che dalla spalla ricada sul corpo; Domenichino lo fa pendere mollemente dalle spalle del santo, come se stesse per cadere, rivelando un tessuto bianco attorno alla vita. Ci sono inoltre delle figure sullo sfondo che presentano somiglianze, come l'uomo col turbante. Per il resto, Zampieri ha in larga parte modificato la posizione delle altre figure, in particolare quella del sacerdote ed il suo abbigliamento. Anche lo sfondo su cui si sviluppa la scena presenta dei punti in comune: in entrambi i casi si tratta di un portale ad arco che conduce ad un paesaggio naturale alberato, sebbene nel dipinto di Agostino vi siano delle colonne di ordine composito, mentre Domenichino sceglie l'ordine corinzio. Il simbolismo è differente: Zampieri raffigura un leone in basso a sinistra, simbolo del santo; Carracci, invece, disegna un teschio in basso a destra per indicare la morte di San Girolamo.

## Accoglienza
Domenichino considerò la Comunione di San Girolamo come il suo capolavoro. Altri artisti dell'epoca, come Andrea Sacchi e Nicolas Poussin, lo equipararono per dignità alla Trasfigurazione di Raffaello. Tuttavia, a causa dello scandalo e delle accuse di Lanfranco, Domenichino cominciò ad essere visto sotto una luce negativa. In seguito al pubblico dibattito sviluppatosi per tale violazione, si scatenò una discussione ancora più accesa, che mise in discussione i tradizionali valori dell'imitazione.
Ci furono alcuni studiosi ed artisti che si schierarono a favore di Domenichino. Lo storico dell'arte Carlo Cesare Malvasia, in riferimento alla notorietà di Zampieri e degli artisti in generale, commentò "Quale pittore non ruba in qualche modo? Che sia da stampe, o rilievi, o dalla natura stessa, o dai lavori degli altri, voltando le pose nel senso opposto, torcendo di più un braccio, mostrando una gamba, cambiando il viso, aggiungendo un drappeggio e, in breve, nascondendo giudiziosamente il furto?"